# AIK Fotboll Damers säsong 2023
Säsongen 2023 är AIK:s 54:e säsong. 
Laget tävlar också i Svenska cupen och deltog där i gruppspelet för Svenska cupen 2022/2023. Samt kvalspelar för upplagan 2023/2024. 
Inför säsongen gjordes en hel del förändringar i truppen efter att laget säsongen innan ramlat ut ur Damallsvenskan. En stomme med spelare från den tidigare säsongen blev dock kvar, bland andra Jennie Nordin, Adelisa Grabus, Linda Hallin, Serina Backmark, Matilda Nildén och Olivia Lindstedt.  
Laget inledde säsongen med att vinna med 2-1 mot Djurgården i Svenska cupen. Därefter blev det en något trögare start i Elitettan med två 0-0-matcher i rad innan den första vinsten kom. Därefter vann laget i stort sett alla matcher i serien och slog målrekord i serien med 97 gjorda mål. 

## Truppen
| Nr          | Land      | Spelare               | Födelsedatum      | Kom från          | Moderklubb            |
| Målvakter   | Målvakter | Målvakter             | Målvakter         | Målvakter         | Målvakter             |
| ----------- | --------- | --------------------- | ----------------- | ----------------- | --------------------- |
| 30          | Sverige   | Serina Backmark       | 21 april 2003     | AIK U             | Stuvsta IF            |
| 32          | Sverige   | Vendela Persbeck      | 28 augusti 2003   | AIK U             | Kista SC              |
| Försvarare  |           |                       |                   |                   |                       |
| 2           | Sverige   | Annika Svensson       | 9 augusti 2006    | Boo FF            | AIK                   |
| 3           | Sverige   | Sofia Parkner         | 22 april 2001     | Sollentuna FK     | FC Djursholm          |
| 4           | Sverige   | Jennie Nordin         | 15 maj 1993       | Piteå IF          | Solrød FC             |
| 8           | Finland   | Monica Hagström       |                   | Finland           | Åland United          |
| 16          | Finland   | Silja Jaatinen        |                   | Finland           | Finland               |
| 17          | Sverige   | Emelie Jansson        | 23 maj 2003       | AIK U             | Boo FF                |
| 37          | Slovakien | Patricía Fischerová   | 26 augusti 1993   | IFK Kalmar        | Turčianska Štiavnička |
| Mittfältare |           |                       |                   |                   |                       |
| 6           | Sverige   | Wilma Ljung Klingwall | 21 januari 2001   | AIK U             | Huddinge IF           |
| 7           | Sverige   | Michelle Rojas Flores | 7 mars 1997       | Sundsvalls DFF    | IF Brommapojkarna     |
| 13          | Sverige   | Daniella Famili       | 19 september 1995 | IF Brommapojkarna | Bele Barkarby FF      |
| 18          | Sverige   | Nova Selin            | 1 april 2008      | AIK U             | Vasalunds IF          |
| 21          | Sverige   | Sara Frigren          | 18 april 2005     | Tyresö FF         | Tyresö FF             |
| 22          | Sverige   | Mercy Söderling       |                   | Hammarby IF       | Sverige               |
| 24          | Sverige   | Nova Furevik          | 12 maj 2005       | AIK U             | IFK Österåker         |
| 25          | Sverige   | Olivia Lindstedt      | 23 maj 2001       | FC Rosengård      | Glumslövs FF          |
| Anfallare   |           |                       |                   |                   |                       |
| 9           | Sverige   | Moa Sjöström          | 1 januari 1996    | Älvsjö AIK FF     | Spölands IF           |
| 10          | Sverige   | Matilda Nildén        |                   | IF Brommapojkarna | Sverige               |
| 14          | Sverige   | Adelisa Grabus        | 26 maj 1996       | Växjö DFF         | Arboga Södra IF       |
| 20          | Sverige   | Emma Engström         |                   | Sverige           | Sverige               |

### Ledarstaben
| Position             | Namn                                |
| -------------------- | ----------------------------------- |
| Sportchef            | Herish Sadi                         |
| Huvudtränare         | Jesper Björk                        |
| Assisterande tränare | Zinar Spindari och Henrik Söderlund |
| Målvaktstränare      | Elliot Bastias                      |
| Materialansvarig     | Lars Fremin                         |